# Without a Trace
Without a Trace (Desaparecidos no Brasil e Sem Rasto em Portugal) é uma série estadunidense. O elenco conta com o ator Anthony LaPaglia, que ganhou o Globo de Ouro interpretando John Michael "Jack" Malone.
O produtor desta série é Jerry Bruckheimer, diretor de filmes como Armaggedon e seriados de televisão como CSI: Crime Scene Investigation, entre outros sucessos.
Em 19 de maio de 2009, a revista norte-americana “Entertainment Weekly” anunciou o cancelamento da série por parte da rede de televisão CBS. O cancelamento foi confirmado pela emissora.
No Brasil a série foi exibida pelos canais Warner Bros.,Space e SBT.

## Sinopse
Conta a história de uma equipe do FBI especializada em pessoas desaparecidas e é dividida em episódios contínuos nos quais os personagens têm de lidar com seus problemas pessoais e desvendar os misteriosos desaparecimentos o mais rápido possível, pois algumas vezes segundos significam salvar uma vida.

## Elenco
- Anthony LaPaglia - Agente Sênior John Michael "Jack" Malone
- Poppy Montgomery - Agente Especial Samantha "Sam" Spade
- Eric Close - Agente Especial Martin Fitzgerald
- Marianne Jean-Baptiste - Agente Especial Vivian "Viv" Johnson
- Enrique Murciano - Agente Especial Danny Taylor, nee Alvarez (ele mudou seu sobrenome a algum ponto incerto de seu passado.)
- Roselyn Sanchez - Agente Especial Elena Delgado (2005)

## Episódios
| Temporada    | # Episódios | Exibição original |
| ------------ | ----------- | ----------------- |
| 1ª temporada | 23          | 2002–2003         |
| 2ª temporada | 24          | 2003–2004         |
| 3ª temporada | 23          | 2004–2005         |
| 4ª temporada | 24          | 2005–2006         |
| 5ª temporada | 24          | 2006–2007         |
| 6ª temporada | 18          | 2007–2008         |
| 7ª temporada | 24          | 2008–2009         |

## Recepção da crítica
Em sua primeira temporada, Without a Trace teve recepção geralmente favorável por parte da crítica especializada. Com base de 29 avaliações profissionais, alcançou uma pontuação de 75% no Metacritic.